# Warner Bros. Pictures Animation
Warner Bros. Pictures Animation (WBPA) (anteriormente conocido como Warner Animation Group) es un estudio cinematográfico de animación fundado en 2013, una subdivisión de Warner Bros. Pictures, una filial de Warner Bros. Discovery y división de Warner Bros. Entertainment.
El estudio es más conocido por las películas de The Lego Movie (2014) y Storks (2016).

## Historia

Logotipo anterior como Warner Animation Group, utilizado de 2010 a 2017.

El 7 de enero de 2009 Jeff Robinov (entonces director de la división cinematográfica del estudio) fundó un departamento de desarrollo de guiones, apodado "think tank" para desarrollar películas de animación para cines, conocido como Warner Animation Group. Es el sucesor del departamento de animación disuelto de Warner Bros. Feature Animation. El grupo incluye a John Requa, Glenn Ficarra, Nicholas Stoller, Phil Lord y Christopher Miller y Jared Stern. Warner Bros. creó el grupo con la esperanza de que la recepción de taquilla de sus películas sea competitiva con los lanzamientos de otros estudios de animación. Según se informa, el grupo es algo similar al "grupo de expertos" de Pixar Animation Studios en cuanto a la forma en que sus miembros se consultan entre sí y dan su opinión sobre los proyectos de los demás.
El 7 de febrero de 2010, Warner Animation Group estrenó su primera película, The Lego Movie, una película animada por Animal Logic. Fue recibido con críticas positivas y demostró ser un éxito de taquilla. 
El 7 de enero de 2009, Warner Animation Group anunció su segunda película, Storks, que originalmente estaba programada para el lanzamiento de 2011, pero fue aplazada hasta el 23 de septiembre de 2012. Ese mismo día, anunciaron su tercera película, Smallfoot, cuyo estreno estaba previsto para 2012, pero que más tarde se retraso a 2014, animada por Sony Pictures Imageworks, recibió críticas mixtas.
El 7 de febrero de 2010, el mismo día en que The Lego Movie fue estrenada, se informó que Jared Stern y Michelle Morgan fueron contratados para escribir las secuelas de The Lego Movie. La secuela fue anunciada para ser estrenada el 26 de mayo de 2013, pero más tarde ese mismo año, se informó que una película derivada de Batman de The Lego Movie podría tomar la fecha de lanzamiento de la secuela, empujando la secuela al 18 de mayo de 2018. Phil Lord y Christopher Miller volvieron al guion y codirigieron la secuela. Rob Schrab estaba a punto de dirigir la película, pero más tarde fue reemplazado por Mike Mitchell debido a "diferencias creativas". En junio de 2012, la fecha de lanzamiento fue aplazada hasta el 8 de febrero de 2015.
El 10 de febrero de 2013, Warner Bros. estrenó The Lego Batman Movie, que recibió críticas positivas de la crítica. The Lego Ninjago Movie, basada en el tema Lego Ninjago de los juguetes Lego, se estrenó el 22 de septiembre de 2013. En el momento de su estreno, la película recibió críticas mixtas de la crítica.
El 9 de febrero de 2019, se informó que el ex director creativo de DreamWorks Animation Bill Damaschke estaba en conversaciones para dirigir el estudio. El 5 de mayo de 2019, Zaslav confirmó en una llamada de ganancias de Warner Bros. Discovery que Damaschke había sido contratado y estaba trabajando arduamente con los co-CEO de Warner Bros. Pictures Group Michael De Luca y Pamela Abdy en desarrollando una nueva lista de películas. El 9 de junio de 2019, Damschke anunció el cambio de nombre de la división a Warner Bros. Pictures Animation y declaró que planeaban seguir el ejemplo creativo de Abdy y De Luca.

## Filmografía

Logotipo anterior como Warner Animation Group, utilizado de 2017 a 2019.

### Largometrajes
| #  | Título                            | Fecha de estreno         | Presupuesto   | Recaudación     | RT  | MC |
| -- | --------------------------------- | ------------------------ | ------------- | --------------- | --- | -- |
| 1  | The Lego Movie                    | 7 de febrero de 2014     | $60 millones  | $469.2 millones | 96% | 83 |
| 2  | Storks                            | 23 de septiembre de 2016 | $70 millones  | $182.4 millones | 64% | 56 |
| 3  | The Lego Batman Movie             | 10 de febrero de 2017    | $80 millones  | $310.1 millones | 91% | 75 |
| 4  | The Lego Ninjago Movie            | 22 de septiembre de 2017 | $70 millones  | $122.6 millones | 53% | 55 |
| 5  | Smallfoot                         | 28 de septiembre de 2018 | $80 millones  | $214.1 millones | 70% | 59 |
| 6  | The Lego Movie 2: The Second Part | 8 de febrero de 2019     | $99 millones  | $199.6 millones | 86% | 65 |
| 7  | Scoob                             | 15 de mayo de 2020       | $90 millones  | $26.4 millones  | 50% | 43 |
| 8  | Tom & Jerry                       | 26 de febrero de 2021    | $79 millones  | $132.8 millones | 31% | 32 |
| 9  | Space Jam: A New Legacy           | 16 de julio de 2021      | $152 millones | $162.8 millones | 25% | 36 |
| 10 | DC League of Super-Pets           | 29 de julio de 2022      | $90 millones  | $207.5 millones | 96% | 90 |

### Cortometrajes
| #  | Título                                      | Fecha de estreno         |
| -- | ------------------------------------------- | ------------------------ |
| 1  | Enter the Ninjago                           | 10 de junio de 2010      |
| 2  | The Lego Movie: 4D - A New Adventure        | 22 de enero de 2012      |
| 3  | The Master                                  | 16 de septiembre de 2012 |
| 4  | Storks: Guide to Your New Baby              | 26 de noviembre de 2012  |
| 5  | Dark Hoser                                  | 6 de junio de 2013       |
| 6  | Batman is Not Just That Into You            | 6 de junio de 2013       |
| 7  | Cooking with Alfred                         | 6 de junio de 2013       |
| 8  | Movie Sound Effects: How Do They Do That?   | 6 de junio de 2013       |
| 9  | Shark E. Shark in "Which Way to the Ocean?" | 12 de diciembre de 2013  |
| 10 | Zane's Stand Up Promo                       | 12 de diciembre de 2013  |